# Ziegelrodaer Buntsandsteinplateau
Das Ziegelrodaer Buntsandsteinplateau ist ein FFH-Gebiet in den Städten Querfurt im Saalekreis und Nebra (Unstrut) im Burgenlandkreis in Sachsen-Anhalt.

## Allgemeines
Das FFH-Gebiet ist circa 2318 Hektar groß. Es überlagert sich mit dem Landschaftsschutzgebiet „Unstrut-Triasland“, das es zu einem großen Teil auch umgibt. Die Naturschutzgebiete „Sandberg“ und „Steinklöbe“ sowie die Naturdenkmale „Lautersburgteich mit umgebenden Quellen“, „Neue Tongruben“ und „Talwiesen“ liegen innerhalb des FFH-Gebietes. Das FFH-Gebiet ist durch die Landesverordnung zur Unterschutzstellung der Natura 2000-Gebiete im Land Sachsen-Anhalt (N2000-LVO LSA) seit dem 21. Dezember 2018 rechtlich gesichert. Zuständige untere Naturschutzbehörden sind die Landkreise Saalekreis und Burgenlandkreis.

## Beschreibung
Das aus zwei Teilflächen bestehende FFH-Gebiet liegt südwestlich von Querfurt im Naturpark Saale-Unstrut-Triasland. Es umfasst Teile des Ziegelrodaer Forstes, einem geschlossenen Waldgebiet auf dem welligen Ziegelrodaer Buntsandsteinplateau. Die vorherrschende Waldgesellschaft im Bereich des FFH-Gebietes ist der Waldmeister-Buchenwald, der aus Rotbuche und Traubeneiche aufgebaut ist. Dazu gesellen sich in der Baumschicht Gemeine Esche, Hainbuche, Winterlinde, Elsbeere, Vogelkirsche und Bergahorn. In der oft nur schütteren Krautschicht siedeln Große Sternmiere, Vielblütige Weißwurz, Frühlingsplatterbse, Gefleckter Aronstab, Dunkles Lungenkraut, Haselwurz, Zweiblättrige Schattenblume und Gräser wie Verschiedenblättriger Schwingel, Hainrispengras, Waldzwenke, Waldknäuelgras, Waldreitgras, Nickendes Perlgras, Einblütiges Perlgras sowie Weißliche Hainsimse und Haarhainsimse. Weiterhin siedeln zum Teil individuenreiche Orchideenvorkommen unter anderem mit Schwertblättrigem Waldvöglein, Rotem Waldvöglein, Fuchs’ Knabenkraut und Zweiblättriger Waldhyazinthe. Stellenweise ist auch Hainsimsen-Buchenwald ausgebildet, in deren Krautschicht unter anderem Zweiblättrige Schattenblume, Weißliche Hainsimse, Haarhainsimse, Drahtschmiele, Pillensegge, Dorniger Wurmfarn, Echter Wurmfarn und Breitblättriger Dornfarn siedeln.
Neben Rotbuchenwäldern stocken auch Eichen-Hainbuchenwälder. Auf trockenen Standorten sind diese als Labkraut-Eichen-Hainbuchenwald ausgeprägt. Die Baumschicht wird aus Traubeneiche, Winterlinde und Hainbuche gebildet, zu denen sich gelegentlich Sommerlinde, Feldahorn und Elsbeere gesellen. In der Strauchschicht sind Hasel, Liguster und Eingriffeliger Weißdorn zu finden. Die Krautschicht entspricht überwiegend der des Waldmeister-Buchenwaldes, ist aber deutlich dichter ausgebildet. Zusätzlich sind beispielsweise Salomonssiegel, Echte Schlüsselblume, Waldlabkraut, Waldplatterbse, Straußblütige Wucherblume und Schwalbenwurz zu finden. Auf von Grund- oder Stauwasser beeinflussten Standorten sind die Eichen-Hainbuchenwälder als Sternmieren-Eichen-Hainbuchenwälder ausgeprägt. Hier stocken Stieleiche, Gemeine Esche und Bergahorn, zu denen sich Hainbuche, Winterlinde und Feldahorn gesellen. Die Strauchschicht wird unter anderem aus Pfaffenhütchen, Faulbaum und Seidelbast gebildet. In der Krautschicht siedeln unter anderem Rasenschmiele, Riesenschwingel, Zittergrassegge, Winkelsegge sowie Einbeere, Großes Springkraut, Wolliger Hahnenfuß und Wechselblättriges Milzkraut.
In tiefer eingeschnittenen Tälern des Ziegelrodaer Buntsandsteinplateus sind Übergänge zu Schlucht- und Hangmischwälder ausgebildet. Hier stocken vor allem Bergahorn, Gemeine Esche, Sommerlinde, Winterlinde und Hainbuche. In der Krautschicht siedeln unter anderem Christophskraut, Türkenbund, Knoblauchsrauke und Ruprechtskraut.

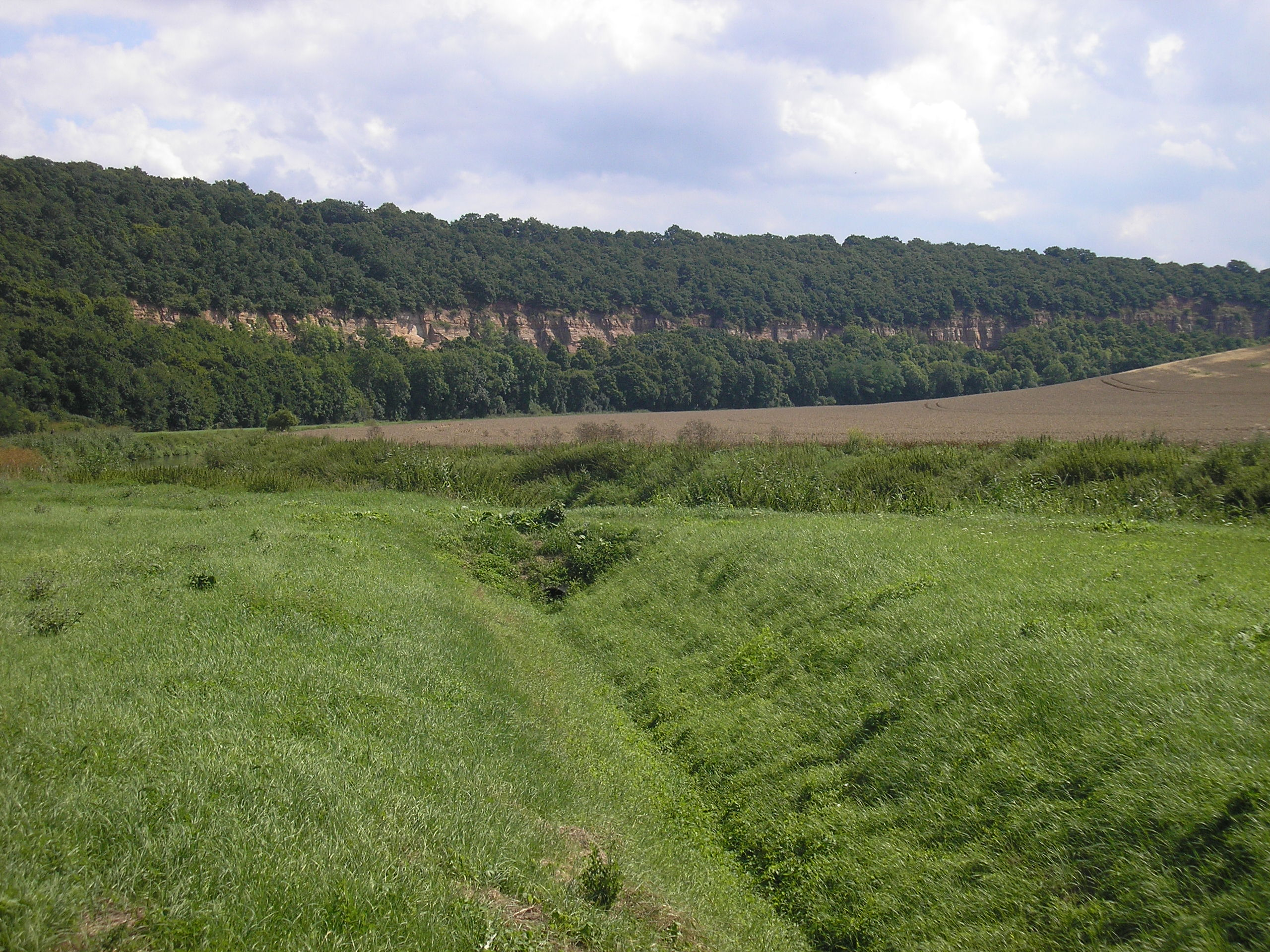
Blick zu den Klippen im Naturschutzgebiet „Steinklöbe“

Das Buntsandsteinplateau fällt im Süden und Südwesten markant zur Unstrut ab. Neben den natürlichen Steilhängen bestehen hier auch durch historischen Gesteinsabbau entstandene senkrechte Felswände. Hier sind kleinflächig wertvolle Trockenrasen ausgebildet. Auf Steppentrockenrasen siedeln Echtes Federgras, Walliser Schwingel, Erdsegge, Steppensegge, Steppenlieschgras, Haarpfriemengras, Frühlingsadonisröschen, Stängelloser Tragant, Wiesenkuhschelle, Goldaster, Weißes Fingerkraut, Sandfingerkraut und Gänsesterbe. Auf Kalktrockenrasen siedeln Furchenschwingel, Zierliches Schillergras, Pyramidenschillergras, Stängellose Schwertlilie, Astlose Graslilie, Deutscher Alant und Ähriger Blauweiderich. Botanische Besonderheiten sind Vorkommen von Purpurkönigskerze, Dreizähnigem Knabenkraut und Pyramidenspitzorchis, die hier ihr letztes bekanntes Vorkommen in Sachsen-Anhalt hat. Neben den Trockenrasen sind auch Kalkpionierrasen mit Wimperperlgras, Berglauch, Kelchsteinkraut, Dunklem Zwerghornkraut, Badener Rispengras, Fingersteinbrech und Scharfem Mauerpfeffer ausgebildet. In den historischen Steinbrüchen siedeln Bleicher Schwingel, Siebenbürgisches Perlgras, Gewöhnlicher Steinquendel, Astlose Graslilie, Scharfer Mauerpfeffer, Felsenfetthenne, Frühlingsspark und Frühblühender Thymian.
Nur sehr kleinflächig treten im FFH-Gebiet auf frischen, tiefgründigen Standorten magere Flachland-Mähwiesen auf. Auf den artenreichen Mähwiesen siedeln unter anderem Kümmelblättrige Silge, Fuchs’s Knabenkraut, Echte Betonie, Gewöhnliche Natternzunge, Kleiner Klappertopf und Langblättriges Waldvöglein. Feuchte Hochstaudenfluren werden unter anderem aus Wasserdost, Giersch, Heckenkälberkropf, Sumpfstorchschnabel und Nesselblättriger Glockenblume gebildet. Im FFH-Gebiet sind stellenweise Stillgewässer zu finden. Sie beherbergen Vorkommen von Kleiner Wasserlinse, Dreifurchiger Wasserlinse, Schwimmendem Laichkraut, Rauem Hornblatt und Verkanntem Wasserschlauch.
Die Wälder sind Lebensraum der Wildkatze und Lebensraum oder Jagdrevier einer artenreichen Fledermausfauna. Weiterhin beherbergen sie unter anderem die Spechtarten Schwarzspecht, Grauspecht und Mittelspecht. Die Trockenrasen der Steilhänge des Unstruttals ist Lebensraum der Reptilien Zauneidechse und Schlingnatter. Die Stillgewässer beherbergen verschiedene Amphibien, darunter Kammmolch, Moorfrosch, Kleiner Wasserfrosch, Laubfrosch und Springfrosch. Der Springfrosch hat hier seine größte bekannte Individuendichte in Sachsen-Anhalt. Eine ehemalige Tongrube nordöstlich von Ziegelroda beherbergt ein bedeutendes Vorkommen der Großen Moosjungfer. Vorkommen des Wald-Wiesenvögelchen im FFH-Gebiet gelten als erloschen. Das Gebiet ist auch Lebensraum für Uhu und Wanderfalke sowie die Käferarten Hirschkäfer und Eremit.